# Луций Аний Винициан
Луций Аний Винициан (на латински: Lucius Annius Vinicianus; † 66 г.) е благородник, сенатор на Римската империя.

## Биография
Произлиза от фамилията Ании, клон Полион. Брат е на Гай Аний Полион.
Женен е от 63 г. за Домиция Корбула, най-възрастната дъщеря на Гней Домиций Корбулон и Касия Лонгина. Тя е сестра на Домиция Лонгина, която става римска императрица, съпруга на Домициан. Нейната леля по бащина линия е Милония Цезония, четвъртата съпруга на Калигула.
Аний Вициниан е съ-заговорник на Децим Валерий Азиатик против Калигула (37 – 41) и пречи на Азиатик да вземе властта в свои ръце. През 42 г. подготвя атентат против император Клавдий и влияе на Луций Арунций Камил Скрибониан, който се отделя с двата легиона XI Клавдиев легион и VII Благороден и лоялен Клавдиев легион в Далмация от император Клавдий. Бунтът се разпада след няколко дена, понеже Скрибониан е напуснат от войските му.
През 62 г. Аний Вициниан е командир на V Македонски легион в Сирия във войските на тъста му Корбулон и помага в получаването на арменския престол от Тиридат I, като го придружава до Рим, където през 66 г. е тържествено коронован от Нерон в Circus Maximus.
През 66 г. Аний Вициниан, брат му Аний Полион и неговата съпруга Марция Сервилия са екзекутирани за държавна измяна по поръчка на император Нерон.